# باشگاه فوتبال لیبرتاد

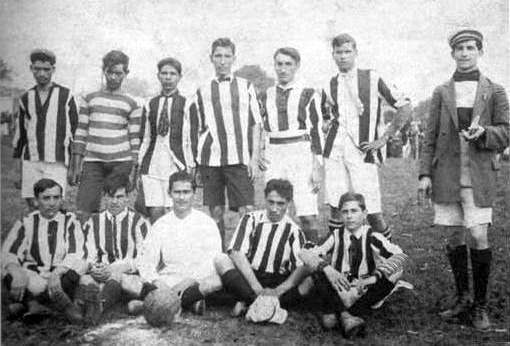
لیبرتاد – قهرمان سال ۱۹۱۰.

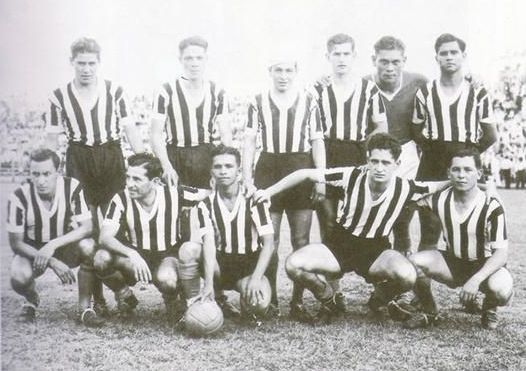
لیبرتاد – قهرمان سال ۱۹۴۵.

باشگاه لیبرتاد یک باشگاه فوتبال در آسونسیون کشور پاراگوئه است. این باشگاه در سال ۱۹۰۵ تأسیس شد و در لیگ برتر پاراگوئه بازی می‌کند. این باشگاه سومین باشگاه پر افتخار پاراگوئه با ۱۹ لیگ ملی است.